# Radicale doppio
Si definisce radicale quadratico doppio ogni espressione della forma:
{\displaystyle {\sqrt {a+{\sqrt {b}}}},}
oppure
{\displaystyle {\sqrt {a-{\sqrt {b}}}}.}
I radicali doppi si trovano nelle formule risolutive delle equazioni di terzo e quarto grado, anche se furono studiati già da Euclide nel X Libro dei suoi Elementi.

## Proprietà
Talvolta è possibile trasformare un radicale doppio in una somma di due radicali. Si consideri per esempio la prima forma: ci si propone di trovare due numeri {\displaystyle x} e {\displaystyle y} tali che:
{\displaystyle {\sqrt {a+{\sqrt {b}}}}={\sqrt {x}}+{\sqrt {y}}.}
Elevando al quadrato entrambi i membri si ottiene:
{\displaystyle a+{\sqrt {b}}=x+y+{\sqrt {4xy}}.}
Quest'uguaglianza è sicuramente verificata se si pone:
{\displaystyle \left\{{\begin{matrix}x+y=a\\4xy=b\end{matrix}}\right.}
cioè:
{\displaystyle \left\{{\begin{matrix}x+y=a\\xy={\dfrac {b}{4}}\end{matrix}}\right.}
Le soluzioni di questo sistema simmetrico sono le radici dell'equazione quadratica
{\displaystyle t^{2}-at+{\dfrac {b}{4}}=0.}
Risolvendo quest'equazione si ottiene
{\displaystyle t={\dfrac {a\pm {\sqrt {a^{2}-b}}}{2}},}
e quindi:
{\displaystyle x={\dfrac {a+{\sqrt {a^{2}-b}}}{2}}\,,\,y={\dfrac {a-{\sqrt {a^{2}-b}}}{2}}.}
Si ottiene così l'identità cercata:
{\displaystyle {\sqrt {a+{\sqrt {b}}}}={\sqrt {\dfrac {a+{\sqrt {a^{2}-b}}}{2}}}+{\sqrt {\dfrac {a-{\sqrt {a^{2}-b}}}{2}}}.}
Analogamente si può ottenere:
{\displaystyle {\sqrt {a-{\sqrt {b}}}}={\sqrt {\dfrac {a+{\sqrt {a^{2}-b}}}{2}}}-{\sqrt {\dfrac {a-{\sqrt {a^{2}-b}}}{2}}}.}
D'altronde è facile verificare che queste identità sono realmente verificate (a patto che {\displaystyle a}, {\displaystyle b} ed {\displaystyle a^{2}-b} siano positivi).
Si noti come il secondo membro sia in generale una somma di radicali doppi, perciò l'identità è effettivamente utile solo se {\displaystyle a^{2}-b} è un quadrato perfetto. Ad esempio:
{\displaystyle {\sqrt {3-{\sqrt {5}}}}={\sqrt {\dfrac {3+{\sqrt {3^{2}-5}}}{2}}}-{\sqrt {\dfrac {3-{\sqrt {3^{2}-5}}}{2}}},}
e, semplificando e razionalizzando, si ottiene:
{\displaystyle {\sqrt {3-{\sqrt {5}}}}={\dfrac {{\sqrt {10}}-{\sqrt {2}}}{2}}.}
Invece il radicale doppio {\displaystyle {\sqrt {3+{\sqrt {2}}}}} non si può semplificare, dal momento che {\displaystyle 3^{2}-2=7} non è un quadrato perfetto.
Esempio di "quadrato perfetto razionale". Dato che {\displaystyle 5,5^{2}-10=4,5^{2}} in quanto {\displaystyle 5,5^{2}-4,5^{2}=(5,5+4,5)(5,5-4,5)=10}, si ha:
{\displaystyle {\sqrt {5,5-{\sqrt {2}}{\sqrt {5}}}}={\sqrt {{\dfrac {11}{2}}-{\sqrt {10}}}}={\sqrt {\dfrac {11-2{\sqrt {10}}}{2}}}={\dfrac {\sqrt {10-2{\sqrt {10}}+1}}{\sqrt {2}}}={\dfrac {\sqrt {({\sqrt {10}}-1)^{2}}}{\sqrt {2}}}={\dfrac {{\sqrt {2}}{\sqrt {5}}-1}{\sqrt {2}}}={\sqrt {5}}-{\dfrac {\sqrt {2}}{2}}={\dfrac {{\sqrt {20}}-{\sqrt {2}}}{2}}.}
Ramanujan scoprì che
{\displaystyle x+n+a={\sqrt {ax+(n+a)^{2}+x{\sqrt {a(x+n)+(n+a)^{2}+(x+n){\sqrt {\cdots }}}}}}},
ad esempio
{\displaystyle {\sqrt {1+2{\sqrt {1+3{\sqrt {1+\cdots }}}}}}.},
ha soluzione 3 che si ottiene ponendo x = 2, n = 1, e a = 0.

## Esempi
Per calcolare un radicale quadratico doppio, quando è possibile, è conveniente in termini di tempo e chiarezza trasformare il radicando in una potenza ad esponente pari:
{\displaystyle {\sqrt {5+2{\sqrt {6}}}}={\sqrt {2+3+2{\sqrt {2\cdot 3}}}}={\sqrt {\left({\sqrt {2}}+{\sqrt {3}}\right)^{2}}}={\sqrt {2}}+{\sqrt {3}}.}
La formula può essere usata per dimostrare che
{\displaystyle \cos {\frac {\pi }{12}}={\frac {{\sqrt {6}}+{\sqrt {2}}}{4}}.}
Ecco come si procede:
{\displaystyle \cos {\frac {\pi }{12}}=\cos \left({\frac {1}{2}}\cdot {\frac {\pi }{6}}\right)={\sqrt {\frac {1+\cos {\frac {\pi }{6}}}{2}}}={\frac {\sqrt {2+{\sqrt {3}}}}{2}},}
adesso applicando la formula:
{\displaystyle {\frac {\sqrt {2+{\sqrt {3}}}}{2}}={\frac {{\sqrt {\frac {2+{\sqrt {4-3}}}{2}}}+{\sqrt {\frac {2-{\sqrt {4-3}}}{2}}}}{2}}={\frac {{\sqrt {\frac {3}{2}}}+{\sqrt {\frac {1}{2}}}}{2}}={\frac {{\sqrt {6}}+{\sqrt {2}}}{4}},}
equivalente a
{\displaystyle {\frac {\sqrt {2+{\sqrt {3}}}}{2}}={\frac {\sqrt {\frac {4+2{\sqrt {3}}}{2}}}{2}}={\frac {\sqrt {4+2{\sqrt {3}}}}{2{\sqrt {2}}}}={\frac {\sqrt {3+2{\sqrt {3}}+1}}{2{\sqrt {2}}}}={\frac {\sqrt {({\sqrt {3}}+1)^{2}}}{2{\sqrt {2}}}}={\frac {{\sqrt {3}}+1}{2{\sqrt {2}}}}={\frac {{\sqrt {6}}+{\sqrt {2}}}{4}}.}

## Esempio di radicale cubico doppio
{\displaystyle {\sqrt[{3}]{{\sqrt {5}}-2}}={\sqrt[{3}]{\frac {8{\sqrt {5}}-16}{8}}}={\sqrt[{3}]{\frac {5{\sqrt {5}}-15+3{\sqrt {5}}-1}{8}}}={\sqrt[{3}]{\frac {({\sqrt {5}}-1)^{3}}{8}}}={\frac {{\sqrt {5}}-1}{2}}}